# Ammothea depolaris
Ammothea depolaris is een zeespin uit de familie Ammotheidae. De soort behoort tot het geslacht Ammothea. Ammothea depolaris werd in 1966 voor het eerst wetenschappelijk beschreven door Stock. 